# 나의 소망은
나의 소망은, 또는 주를 높이기 원합니다(영어: I Give You My Heart)는 루벤 모건(영어: Rouben Morgan)이 1995년에 작사·작곡한 곡이다. 가사는 개인이 가진 욕망과 시간의 우선권을 하나님께 증여한다는 내용을 가지고 있다. 복음주의 배경의 교회에서 주로 회중찬송 형태로 사용하고 있으며, CCM 장르 중 하나인 헌신송으로 분류된다. 대한민국에서는 힐송을 통해 도입된 관계로 경배와 찬양 곡으로 분류된다.

## 참고 문헌
1. ↑  Max Lucado (2007). 《It's Not About Me: Personal Guidebook》. Thomas Nelson. 142쪽. ISBN 1418572411.